# Max Ophüls
Max Ophüls, gebürtig Max Oppenheimer, im Exil Ophuls und ab 1941 gelegentlich Opuls, (* 6. Mai 1902 in St. Johann, seit 1909 ein Stadtteil von Saarbrücken; † 26. März 1957 in Hamburg) war ein bedeutender deutsch-französischer Film-, Theater- und Hörspielregisseur. Nach ihm ist der Max Ophüls Preis benannt, der seit 1980 alljährlich im Rahmen des nach diesem Preis benannten Filmfestivals in Saarbrücken an den deutschsprachigen Filmnachwuchs verliehen wird.

## Leben
Ophüls wurde als Sohn des jüdischen Textilkaufmanns Leopold Oppenheimer und dessen Frau Helene in der Wohnung seiner Eltern in der Sulzbachstraße 12 in St. Johann geboren. Zunächst schlug er eine Laufbahn als Schauspieler ein. Den Künstlernamen Ophüls nahm er 1920 an. Er spielte am Theater Aachen (1921–1923), am Stadttheater Dortmund führte er erstmals Regie. Ab 1925 arbeitete Ophüls zusätzlich für den Rundfunk. Außerdem war er 1925 und 1926 als Schauspieler am Wiener Burgtheater engagiert und führte am Akademietheater Regie. Am Burgtheater lernte er die Schauspielerin Hilde Wall kennen, die 1926 seine Frau wurde.
Kurz nach der Premiere seiner vierten Inszenierung wurde Ophüls 1926 im Zuge des aufkommenden Antisemitismus gekündigt. Von 1926 bis 1928 war er am Neuen Theater in  Frankfurt am Main engagiert. Anschließend arbeitete er bis 1930 als Regisseur in Breslau, wo er unter anderem Werke von Klabund, Bulgakow, Hauptmann, Lampel, Kleist und Wedekind inszenierte und dafür Anerkennung erfuhr. Danach ging er nach Berlin, wo er dem russischen Filmemacher Anatole Litvak bei einer Dialogregie assistierte. 1931 drehte Ophüls seinen ersten, heute verschollenen Spielfilm Dann schon lieber Lebertran nach einer Geschichte von Erich Kästner. Nach zwei weiteren Filmen 1932 erlebte er mit der Schnitzler-Verfilmung Liebelei (1932/1933) seinen Durchbruch als Filmregisseur.
Der Machtantritt der Nationalsozialisten machte es Ophüls unmöglich, weiter in Deutschland zu arbeiten. Er verließ Berlin im März 1933; nach einem kurzen Aufenthalt in Saarbrücken ging er mit seiner Familie nach Paris, wo er seine Arbeit als Regisseur und Drehbuchautor fortsetzte. Im Jahr 1938 wurde er französischer Staatsbürger. 1941 flüchtete er über die Schweiz in die USA und inszenierte zwischen 1946 und 1949 mehrere Filme. 1949 kehrte er von Los Angeles nach Paris zurück. Hier drehte er bis zu seinem Tod 1957 noch einige Filme, von denen Der Reigen (nach dem Bühnenstück von Arthur Schnitzler) und Lola Montez die bekanntesten sind.
Ophüls starb 1957 in Hamburg an einer Herzerkrankung und wurde in Paris im Kolumbarium des Friedhofs Père-Lachaise bestattet. Seine 1959 postum veröffentlichten Erinnerungen tragen den Titel Spiel im Dasein. Eine Rückblende.
Sein Sohn war der Regisseur und Dokumentarfilmer Marcel Ophüls.

## Filmografie

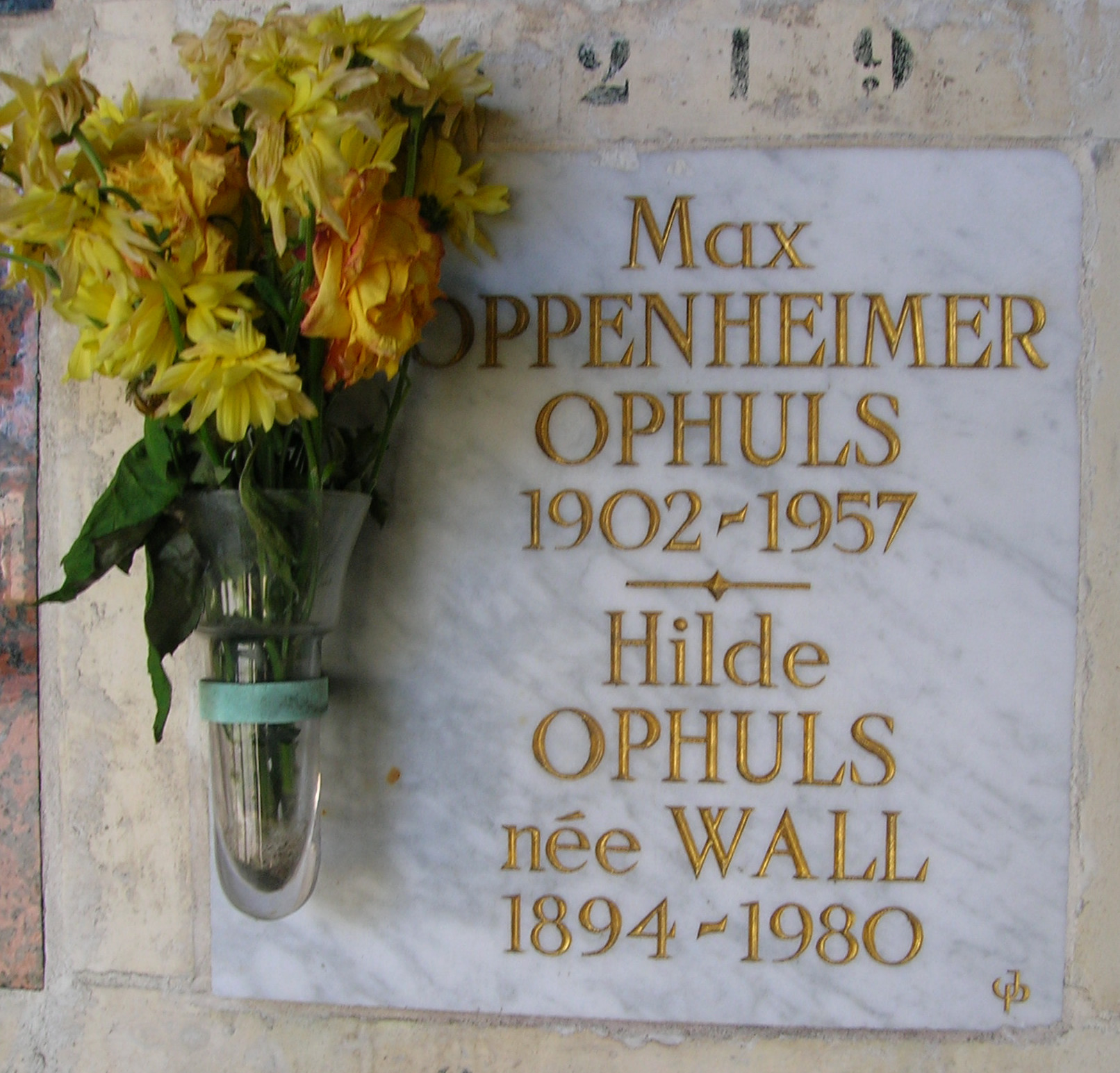
Grabmal von Max Ophüls auf dem Friedhof Père-Lachaise in Paris

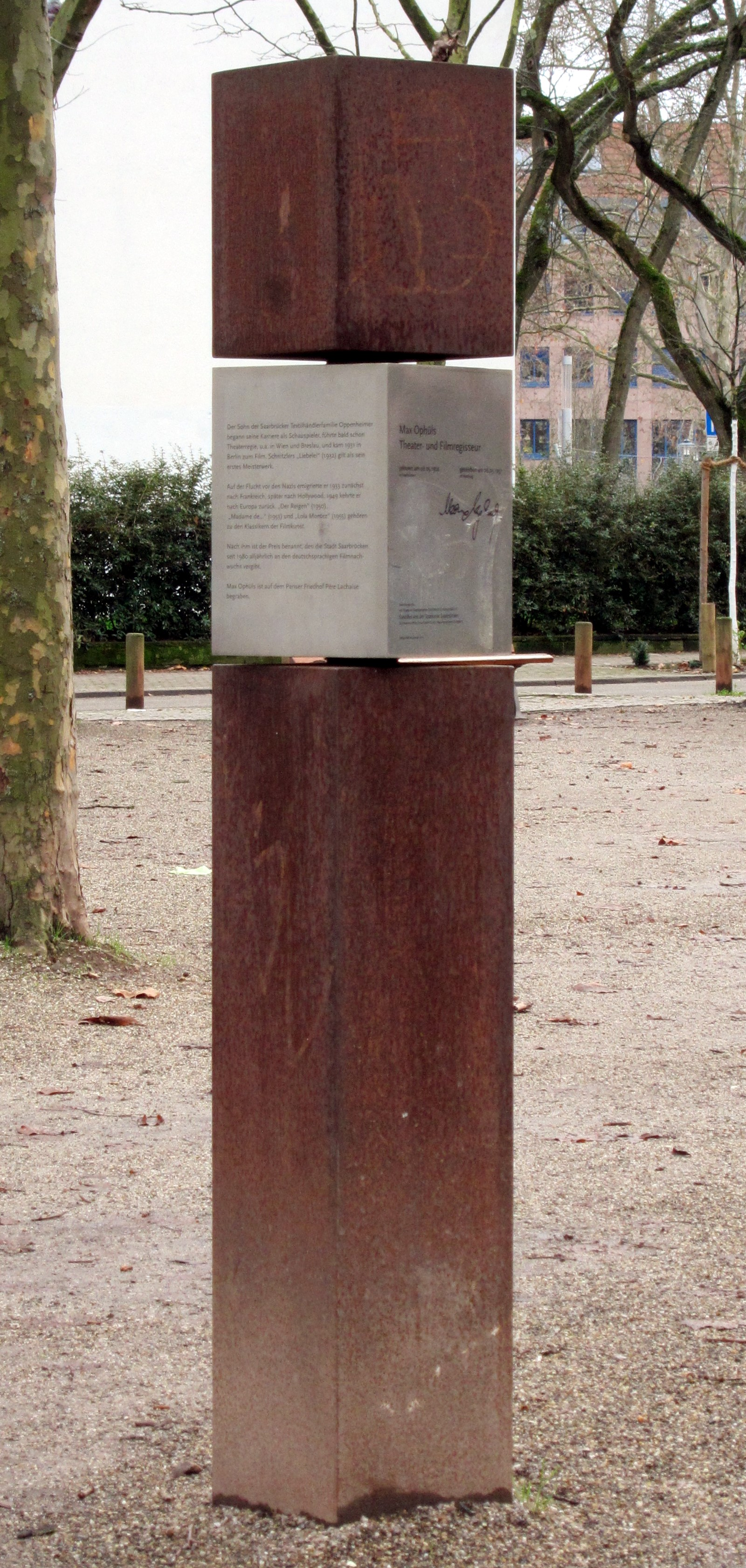
Gedenkstele auf dem Max-Ophüls-Platz (ehemals Nauwieser Platz) in Saarbrücken

- 1931: Nie wieder Liebe (Regieassistent)
- 1931: Dann schon lieber Lebertran (auch Mitautor des Drehbuchs; verschollen)
- 1932: Die verliebte Firma
- 1932: Die verkaufte Braut
- 1933: Liebelei (auch Mitautor des Drehbuchs)
- 1933: Une Histoire d'Amour (französische Version von Liebelei)
- 1933: Lachende Erben (auch Mitautor des Drehbuchs)
- 1934: Der gestohlene Millionär (On a volé un homme)
- 1934: Eine Diva für alle (La signora di tutti) (auch Mitautor des Drehbuchs)
- 1935: Divine (auch Mitautor des Drehbuchs)
- 1935: La Valse brillante (Kurzfilm)
- 1935: Ave Maria de Schubert (Kurzfilm)
- 1935: Komödie ums Geld (Komedie om geld) (auch Mitautor des Drehbuchs)
- 1936: Zärtliche Feindin (La Tendre Ennemie) (auch Mitautor des Drehbuchs)
- 1937: Yoshiwara (auch Mitautor des Drehbuchs)
- 1938: Werther (Le Roman de Werther)
- 1940: Ohne ein Morgen (Sans lendemain) (auch Mitautor des Drehbuchs)
- 1940: Von Mayerling bis Sarajewo (De Mayerling à Sarajevo)
- 1941: L'École des femmes (auch Mitautor des Drehbuchs; unvollendet und verschollen)
- 1946/1950: Vendetta (Regie einiger Szenen, die dann nicht für den Film verwendet wurden)
- 1947: Der Verbannte (The Exile)
- 1948: Brief einer Unbekannten (Letter from an Unknown Woman)
- 1948: Gefangen (Caught)
- 1949: Schweigegeld für Liebesbriefe (The Reckless Moment)
- 1950: Der Reigen (La Ronde) (auch Mitautor des Drehbuchs)
- 1951: Pläsier (Le Plaisir) – drei Teile (auch Mitautor des Drehbuchs)
- 1953: Madame de … (auch Mitautor des Drehbuchs)
- 1955: Lola Montez (Lola Montès) (auch Mitautor des Drehbuchs)
- 1957: Montparnasse 19 (Les amants de Montparnasse) (Mitautor des Drehbuchs, das vom Regisseur Jacques Becker stark verändert wurde)

Der Vorspann von Montparnasse 19 enthält eine Widmung für den 1957 verstorbenen Max Ophüls.

## Hörspiele
- 1953 Novelle nach Johann Wolfgang von Goethe
- 1956 Berta Garlan nach Arthur Schnitzler
- 1956 Gedanken über Film. Eine Improvisation. Mit Max Ophüls, Marianne Kehlau, Ulrich Lauterbach, Otto Rouvel, Friedrich Schoenfelder, Heinz Stoewer, Gisela Zoch-Westphal. Regie: Ulrich Lauterbach. Hessischer Rundfunk 1956. Grundlage des Hörspiels ist ein Vortrag, den Ophüls 1956 vor der Frankfurter Gesellschaft für Handel, Industrie und Wissenschaft gehalten hatte.

## DVD
- 2010: Lola Montès – Second Sight, 110 Minuten. Französisch mit englischen Untertiteln. 70-minütige Dokumentation, Audiokommentar von Susan White
- 2018: Lola Montez und Liebelei, 116 min. und 84 min. Deutschsprachige Doppel-DVD Ausgabe plus Dokumentation von Filmmuseum und Alive

## Auszeichnungen

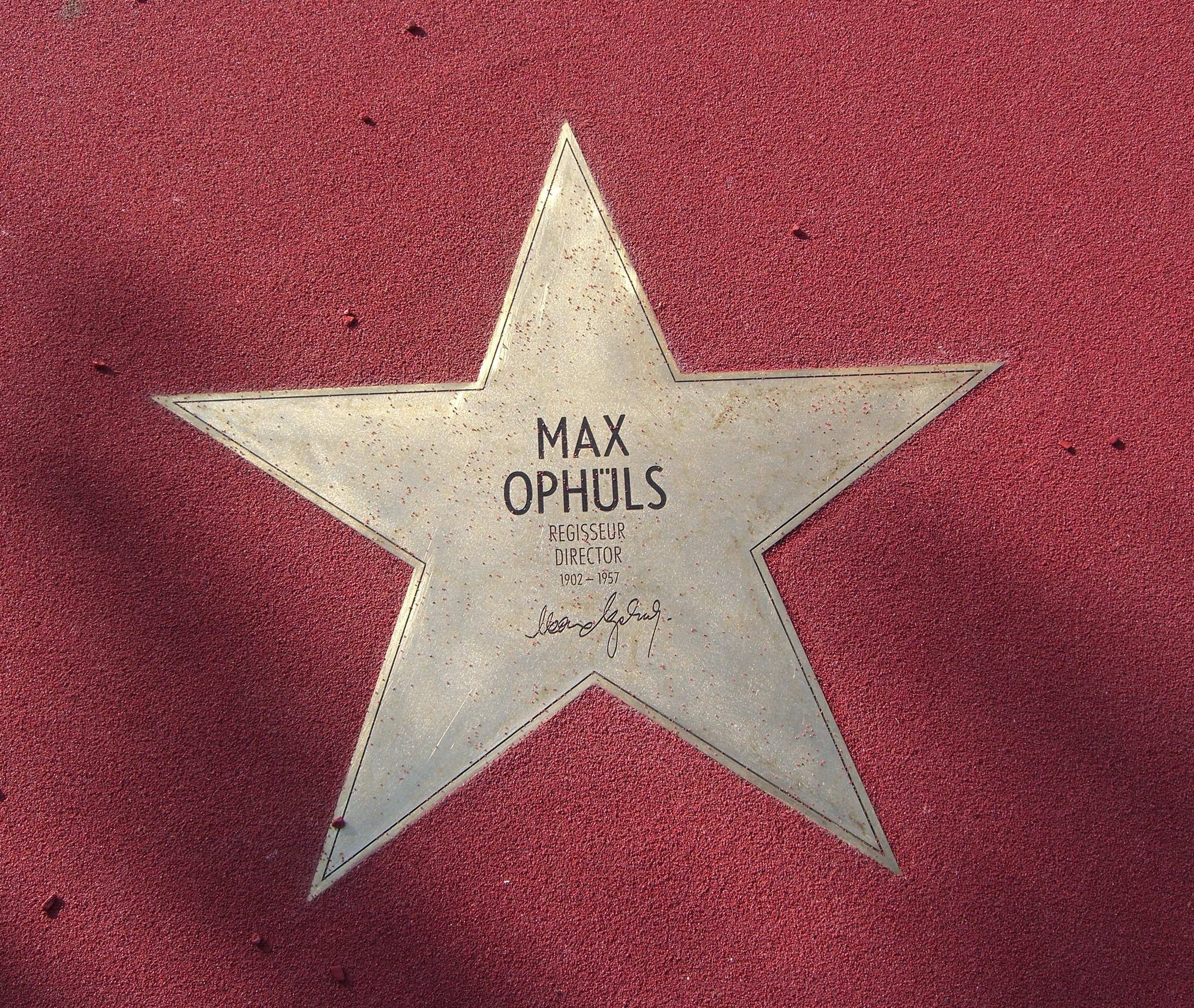
Stern von Max Ophüls auf dem Boulevard der Stars in Berlin

- 1934: Internationale Filmfestspiele von Venedig, nominiert für den Mussolini-Pokal (Regie) für Eine Diva für alle
- 1952: Oscar-Nominierung (Bestes adaptiertes Drehbuch) für Der Reigen
- 1955: Oscar-Nominierung (Bestes Szenenbild) für Pläsier
- 1966: Internationale Filmfestspiele Berlin 1966, FIPRESCI-Preis postum für sein Lebenswerk
- 2010: Stern auf dem Boulevard der Stars in Berlin

## Autobiografie
- Spiel im Dasein. Eine Rückblende. Goverts, Stuttgart 1959, 239 S. (unveränderter Nachdruck 1980, ISBN 3-921815-14-2)
- Spiel im Dasein. Eine Rückblende. Mit einem Vorwort von Marcel Ophüls und einem Nachwort von Hilde Ophüls. Herausgegeben, bebildert und kommentiert von Helmut G. Asper. Alexander Verlag, Berlin 2015, 352 S., ISBN 978-3-89581-352-8

## Filmdokumentationen
- Max Ophüls – Den schönen guten Waren. Deutscher TV-Dokumentarfilm von Martina Müller, 1990
- Das Leben: ein Karussell – Max Ophüls und sein Werk. Deutscher TV-Dokumentarfilm von Georg Bense, 2002